# Tokio Jokio
Tokio Jokio es un corto animado de propaganda de los Looney Tunes de 1943 dirigido por Norman McCabe. La caricatura es notoria y controvertida por sus representaciones racistas de los  japoneses. Esto también se destaca por ser la última caricatura de Norman McCabe.
El nombre de la caricatura es un juego de palabras con "Tokio", la capital de Japón (Tokio es la romanización del inglés antiguo), y "broma". La caricatura posiblemente también sea un juego de palabras con el nombre de Tojo, con las dos primeras sílabas de cada palabra deletreando su nombre (To kio Jo kio).[cita requerida]

## Gráfico
La película pretende ser un noticiero del cine japonés que fue capturado por las tropas estadounidenses durante la Segunda Guerra Mundial. Cada segmento presenta una historia separada que supuestamente alaba la vida japonesa y el esfuerzo de guerra. En realidad, cada segmento contiene contenido satírico, a menudo contenido satírico racista, para representar a los japoneses y sus aliados del Eje como fracasos incompetentes, patéticos y autodestructivos.
La caricatura comienza con un narrador que anuncia que se han lanzado al público imágenes de Japón. El metraje comienza con un gallo que es una parodia de Pathé con la apertura de la Marcha del Desfiladero sonando de fondo. El "gallo" intenta cantar, pero se revela que en realidad es un buitre disfrazado. El buitre tiene anteojos y dientes salientes, y se lo ve frotándose las alas y diciendo "Oh, cock-a-doo-doo-doo, prease ", todos los rasgos estereotipados para mostrar que el buitre es japonés.[cita requerida]
El primer segmento es "Defensa civil", y la voz en off presenta el sistema de sirena de ataque aéreo japonés. Este "sistema" consiste en dos hombres japoneses que se turnan para pincharse las nalgas con una aguja gigante (una referencia al obsceno gesto japonés kancho) y gritar de dolor. También se muestra un puesto de escucha en la siguiente escena, que muestra a un pequeño hombre japonés caminando alrededor de un poste cubierto de cerraduras. También hay un "observador de aviones", y otro japonés está literalmente pintando manchas en un avión. El narrador se gira para mostrar el cuartel de prevención de incendios, pero ya estaba incendiado.[cita requerida]
"Bombas incendiarias" da una lección sobre bombas, con un texto que indica que uno no debe acercarse a ellas durante los primeros cinco segundos. Un pequeño hombre japonés con un paraguas camina hacia la pantalla y lee el texto, por lo que mira su reloj (el reloj está cubierto con esvásticas) y cuenta durante seis segundos antes de cocinar una salchicha sobre la bomba con su paraguas. La bomba explota y el hombre es arrojado a un agujero en el suelo. El hombre, sin embargo, sobrevive y sale del agujero, luego hace un comentario sobre perder la cara, literalmente haber perdido la cara, a pesar de que sus anteojos y sombrero permanecen en su lugar.[cita requerida]
En "Consejos de cocina", se muestra a Hideki Tojo como cocinero. Da instrucciones para hacer un sándwich club japonés con cartillas de racionamiento. Luego procede a comer el "sándwich" y se golpea en la cabeza con un garrote real. Tojo ahora tiene un gran bulto en la cabeza y está jugando con sus labios.[cita requerida]
El siguiente segmento es "Nippon-Nifties Style Show", y el narrador presenta un "Traje de victoria japonés". El narrador afirma que el traje no tiene puños, pliegues ni solapa. En realidad, esto significa que no hay traje, y un hombre japonés pequeño, casi desnudo que usa un pañal, está temblando en la nieve e intenta calentarse con una pequeña vela.[cita requerida]
La escena cambia a un locutor deportivo, un hombre japonés llamado Red Toga-San (cuyo nombre es un juego de palabras con los periodistas deportivos Red Barber y Stan Thorgerson), hablando desde un agujero alrededor de un fondo negro. Mientras hace un anuncio, el agujero se cierra en sus labios, que luego caen al suelo y se revelan como dientes postizos con la etiqueta "Hecho en Japón". El "Rey de Swat" japonés (una referencia al apodo de Babe Ruth como el Sultán de Swat) se muestra en la siguiente escena, vistiendo un atuendo de béisbol junto a un trofeo que tiene la misma forma que su cabeza. Luego aparece una mosca en la pantalla y el "Rey de Swat" intenta aplastarla mientras gira.[cita requerida]
La mosca agarra el matamoscas del "Rey de Swat" y lo golpea con él, luego se va volando con el trofeo.[cita requerida]

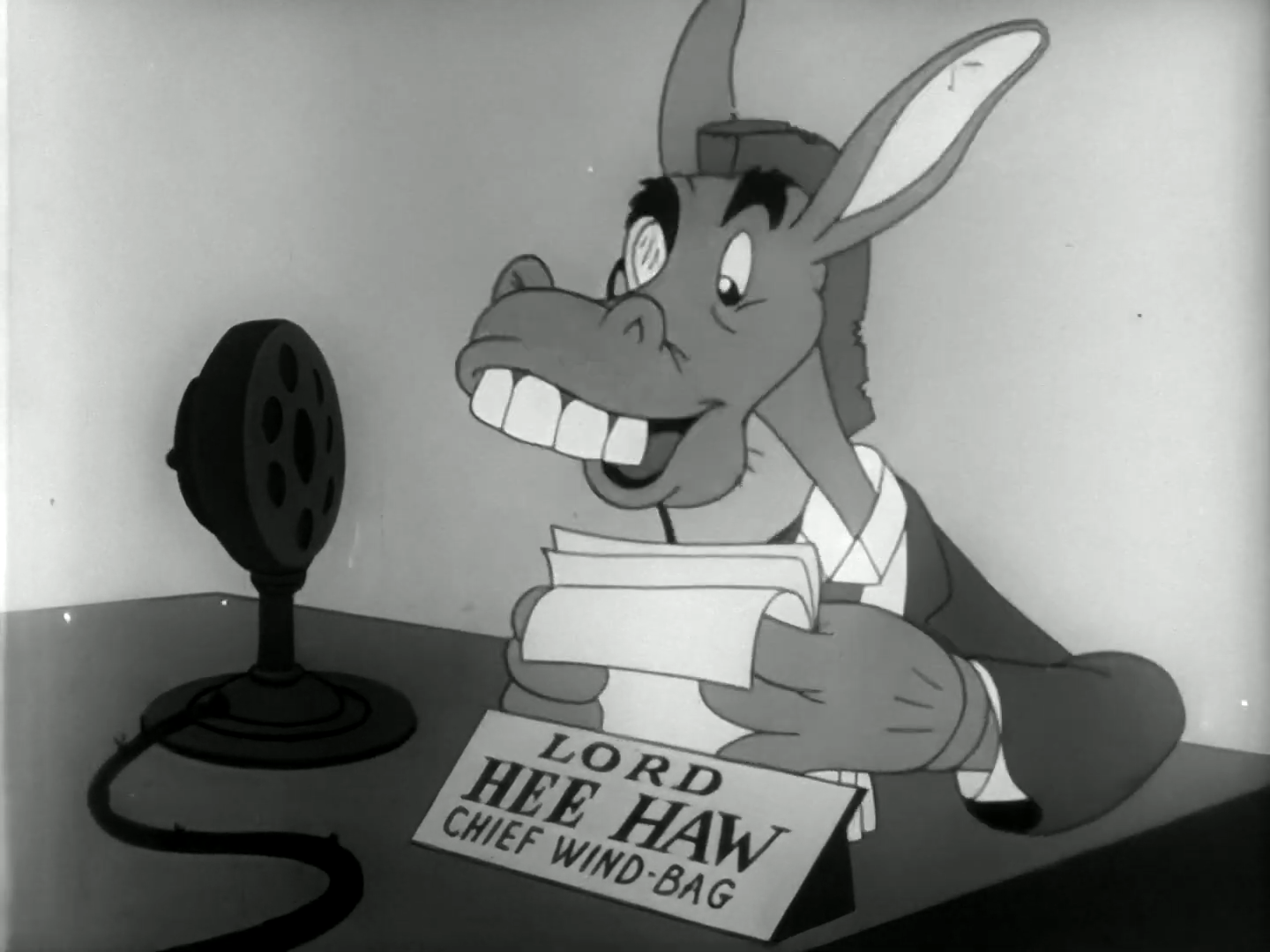
Fotograma de la caricatura de Tokio Jokio, que representa al locutor de radio colaboracionista nazi William Joyce, también conocido como "Lord Haw Haw", como un burro antropomórfico identificado como "Lord Hee Haw, jefe Windbag".

"Headline Poisonalities" muestra algunas personalidades que ocuparon los titulares esa semana. Se ve a Isoroku Yamamoto parado detrás de un escritorio y se presenta mientras camina sobre zancos para parecer más alto. Afirma que "dictará tiempos de paz en la Casa Blanca ". Una nota del editor cubre la pantalla y le dice a la audiencia que la habitación en la siguiente escena está reservada para Yamamoto. Cuando se quita la tarjeta, hay una puerta abierta y dentro de la habitación hay una silla eléctrica, y se cita Marche funèbre de Chopin.[cita requerida]
La escena se desvanece y el narrador explica cómo el general Homma demuestra "la frialdad y la calma japonesas durante los ataques aéreos". Sin embargo, esta declaración es irónica ya que se muestra a Homma corriendo en un bosque y chocando con los árboles. Homma luego entra en pánico y corre dentro de un tronco hueco. Homma saca la cabeza del tronco, jadeando. Un zorrillo también sale del tronco y olfatea a Homma con disgusto, por lo que vuelve a meterse en el tronco y reaparece con una máscara de gas. [cita requerida]
"Flashes from the Axis" muestra noticias de fuera de Japón. Desde Berlín, aparece una caricatura de Lord Haw-Haw como un burro llamado "Lord Hee Haw" ('Jefe Wind-Bag'). Rebuzna en voz alta antes de leer sus papeles, diciendo que "el Führer acaba de recibir una postal de un amigo que está de vacaciones en el extranjero". A continuación se ve una mano sosteniendo una postal, y suena la canción O du lieber Augustin (debido a la asociación con Alemania). Está volteada, la otra cara tiene una imagen de Rudolf Hess en un campo de concentración. La siguiente escena muestra que la otra mano es la de Adolf Hitler, quien luego mueve su bigote confundido (de manera similar a Charlie Chaplin).[cita requerida]
Desde Roma, las ruinas romanas "célebres" se muestran como se cita Largo al factotum (de ahí la asociación con Italia). Cada una de las ruinas está numerada con carteles. Benito Mussolini está sentado en el pilar etiquetado como "Ruina #1" mientras juega con un yo-yo con una expresión triste en su rostro.[cita requerida]
El siguiente segmento se centra en la "Armada japonesa... todo en el mar" y se centra en los logros. Aparece un submarino y el narrador dice que se había lanzado tres semanas antes de lo previsto.[cita requerida]
Sin embargo, aparentemente esto se hizo antes de su finalización, ya que los trabajadores aún están construyéndolo mientras se mueve bajo el agua. Un pequeño hombre japonés corre en la pantalla e intenta detener el submarino, pero se estrella y él deja de correr y se quita el sombrero mientras suena " Taps" de fondo. Luego se encoge de hombros y camina en la dirección opuesta. Luego se ve a un grupo de marineros japoneses usando lo que el narrador llama "maquinaria técnica e intrincada", pero en realidad son varias máquinas recreativas. La canción que suena brevemente de fondo es Nagasaki.[cita requerida]
Luego, el narrador presenta a un "caballero feliz" que viaja dentro de un torpedo humano. Luego, el narrador le pregunta si tiene algo que decir y él responde "No, eh, nada, excepto. . . ¡SÁCAME DE AQUÍ!", aparentemente atrapado dentro del torpedo.
El segmento final muestra interpretaciones literales de barcos y aviones. Se dispara un avión en el aire con lo que se dice que es un " dispositivo cataproat super-duper ", pero en realidad es solo una honda gigante, o "catapulta". Otro avión tiene tren de aterrizaje triciclo, compuesto por un triciclo con un pequeño japonés montado en él. El portaaviones Skinomaru pasa, transportando al azar los restos de los aviones estrellados. Finalmente, un dragaminas de la armada con brazos flota y literalmente barre las minas con una escoba. El barco explota y, después de que el humo se disipa, emerge del agua una boya con la nota "Lamentable incidente, por favor".[cita requerida]

## Estado
Tokio Jokio es uno de los 122 cortometrajes animados de Warner Bros. identificados como cuyos derechos de autor no fueron renovados en 1971 y, por lo tanto, es de dominio público en los Estados Unidos.